# Aprendizaje de la lectura

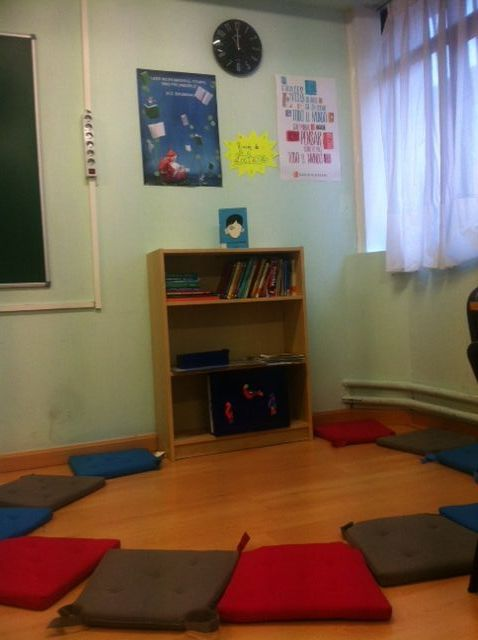
Rincón de lectura en una aula de educación secundaria

El acceso a la lengua escrita es un cambio radical en la vida del niño y de la niña. Se trata de una nueva relación con la lengua y a través de ella con las personas y las cosas. Se debe trabajar el aprendizaje de la lectura y la escritura simultáneamente. Además, la lectura ocupa un lugar muy importante dentro de las materias escolares por ser la base del resto de enseñanzas.
Podemos definir la lectura como una acción que consiste en reproducir mediante palabras la forma y el contenido de un mensaje escrito.  Leer es buscar el significado bajo los signos. Para que exista lectura hace falta, sobre todo, llegar a conocer un significado en unos significantes, un sentido en el texto escrito, una información, una comunicación, etc.

## Factores implicados en los procesos lectores

Militares del movimiento de liberación PAIGC aprendiendo a leer y escribir, Hermangono, Guinea-Bissau, 1974

Se pueden agrupar en didácticos e individuales:
Factores didácticos: hace referencia al proceso de enseñanza y aprendizaje, se refiere al método lector, que nos debe permitir acceder al código escrito por la vía indirecta y la vía directa; y la secuenciación del método, esto quiere decir como se estructura este a lo largo de los diferentes cursos educativos.
Factores Individuales: que hacen referencia a las características individuales de los alumnos.

## Etapas de desarrollo de la lectura
Las etapas del desarrollo de la lectura según L. Ehri (1991, 1992):
Etapa logográfica
En esta etapa el niño reconoce palabras mediante claves visuales, es decir algún distintivo visual que se asocia con una pronunciación y un significado almacenados en la memoria. Aún no posee conocimiento de las letras, por lo que las conexiones entre el estímulo y la información almacenada en su memoria son totalmente arbitrarias, como resultado de aprendizajes memorísticos.
Cuando los niños aprenden toman contacto con el alfabeto y aprenden los nombres y los sonidos de las letras, mediante el uno de la relación grafema-fonema, los niños comienzan a realizar conexiones más sistemáticas entre las letras y los sonidos.
Etapa alfabética
El niño en esta etapa realiza habilidades de segmentación fonémica y de recodificación fonológica. Esta lectura por recodificación fonológica permite acceder al significado de palabras no familiares gracias a la aplicación de las reglas de correspondencia grafema-fonema.
Etapa ortográfica
El niño ha acumulado suficiente conocimiento sobre los patrones de deletreo de las palabras y lo emplea para leer sin hacer uso de la recodificación fonológica, de modo que procesan secuencias familiares de letras como si fueren unidades sin tener que recodificar fonológicamente las letras que lo constituyen.

## Procesos cognitivos implicados en la lectura
Modelo de la doble vía:
Vía léxica o directa
Lectura de palabras conocidas (camión) y lectura de palabras irregulares (Beatles).
Se establece un vínculo directo entre la forma visual de la palabra y su significado en la memoria léxica. Ese vínculo es el resultado de la lectura reiterada de las palabras.
Vía fonológica o indirecta
Lectura de palabras no conocidas (propedeútico) y lectura de pseudopalabras (iraptáble).
El acceso al significado de la palabra está mediado por un proceso de recodificación fonológica que implica la aplicación de una serie de reglas de conversión letra- sonido  ( importancia de la conciencia fonológica)

## Principios metodológicos del aprendizaje de la lectura
Los principios metodológicos del aprendizaje de la lectura se pueden resumir en siete:
1. Todo método de aprendizaje de la lectura debe ser fonológico, es decir, las letras deben nombrarse por su sonido, no por su nombre.
2. Se debe trabajar la lectura y la escritura conjuntamente.
3. La cursiva es el tipo de letra más adecuado para usar en el aprendizaje de la lectura.
4. Se debe estudiar cada letra por separado, empezando desde las vocales para ir a las consonantes.
5. Hay que trabajar los grupos silábicos desde los más sencillos a los más complicados.
6. La metodología usada para el aprendizaje de la lengua debe ser multisensorial.
7. Se debe trabajar la lectura comprensiva.

Es importante destacar que el acto de aprendizaje de la lectura puede contemplarse conjuntamente con la enseñanza de la escritura. Escribir es ante todo una función interactiva, y para desarrollar esa función, es importante dar sentido a las primeras escrituras como parte de un proceso de diálogo entre el escritor principiante y su destinatario.

## Dificultades en el aprendizaje de la lectura
El término de dificultades de aprendizaje procede de la palabra anglosajona “learning disabilities”, acuñado por Kirk en 1963.
La dificultad en el aprendizaje de la lectura se conoce con el nombre de dislexia, que es la dificultad específica en el aprendizaje de la lectura en un niño que no presenta ningún otro déficit intelectual o sensorial y que está sometido a un régimen de normal escolarización. Hay tres tipos de dislexia, la fonológica, de superficie y la mixta, que es una mezcla de ambas.
Dislexia fonológica: es una alteración en los mecanismos implicados en la fonología.
- Leen palabras nuevas por analogía (relación de semejanza entre cosas distintas)
- Apoyan su lectura en la lectura parcial de la palabra
- Cometen errores derivativos (personalizar persona)
- Leen y escriben pseudopalabras con dificultad
- Cometen errores de ortografía natural:
  - Adiciones: “arábol” por “arbol”
  - Omisiones:  “ábol” por “árbol”
  - Inversiones: “perferido” por “preferido”
  - Rotaciones: “bado” por “dado”
  - Sustituciones: “plado” por “prado”
  - Sustituciones de palabras
  - Uniones
  - Fragmentaciones

Dislexia de superficie: alteración de los mecanismos implicados en la lectura de palabras por vía directa.
- Misma velocidad en la lectura de palabras y de pseudopalabras: exceso de silabeo
- Errores de homofonía: confundir “baca” con  “vaca”
- Problemas con palabras extranjeras: “freud”, “Beatles”
- Escritura con numerosos errores de ortografía arbitraria, es decir no tienen representación ortogáfica de las palabras.

Dislexia mixta: es cuando presentan rasgos de los dos tipos de dislexias.

## Animación a la lectura
La lectura es fundamental para el proceso de aprendizaje y de gran ayuda para las etapas como estudiante, pues como lo dice Flores (2016), “en todos los niveles académicos es necesaria para el óptimo aprovechamiento de los alumnos, así como para el mejoramiento de su desempeño intelectual y cognitivo en todos los aspectos de la vida”, siendo una gran herramienta para hacerse de un pensamiento crítico. La animación a esta, debería empezar desde casa, bien “se considera que familia y escuela constituyen la base fundamental para la adquisición de la lectoescritura, pero esta responsabilidad se recarga en la escuela” (Márquez, 2017).
Por tanto, el hábito lector se debe promover desde la educación primaria y la educación secundaria, como una fuente de enriquecimiento personal e intelectual. Por ello el que en las instituciones educativas se desarrollen programas, por ejemplo, los de animación a la lectura.
La animación a la lectura consiste en usar diferentes estrategias en el aula que consigan desarrollar en los alumnos el hábito lector. Según Martín Vegas (2009: 313) las estrategias de animación a la lectura son:
1. Leer en voz alta textos literarios para toda la clase.
2. Estimular la lectura funcional, es decir, buscar textos con información de un tema concreto, ya sea en la biblioteca o en internet.
3. Involucrar a las familias en la animación lectora de sus hijos, buscando tiempo para leer en familia, involucrando a los padres en diferentes actividades sobre lectura…
4. Promover la lectura usando las nuevas tecnologías de la información y la comunicación, buscando y compartiendo textos en internet.
5. Conmemorar las fechas institucionales relacionadas con la lectura. Este puede ser un pretexto para organizar actividades relacionadas con la lectura en las que participe el colegio y las familias.
6. Publicar textos literarios originales en el periódico de la escuela, en un blog, en murales…
7. Promover encuentros con autores, estos encuentros suponen un acercamiento de los alumnos al libro y al autor.

Una revisión de 13 estudios demostró que muchas intervenciones son utilizadas de manera amplia en países de ingresos bajos y medios para fomentar la alfabetización y la lectura. Estas incluyen el suministro de bibliotecas, publicaciones en idioma local, instrucción de alfabetización fuera de las escuelas, la distribución de lectores electrónicos (“e-readers”), TV y radio educativa, entre otras. Sin embargo, no hay evidencia rigurosa acerca de la eficacia de las mismas. Por otra parte, se determinó que las intervenciones para la formación de los padres, y de tutoría niño a niño, no son eficaces, mientras que la televisión educativa parece mejorar la alfabetización dada la visualización frecuente.